# 리만 다양체
미분기하학에서 리만 다양체(Riemann多樣體, 영어: Riemannian manifold)는 각 점의 접공간 위에 양의 정부호 쌍선형 형식이 주어져, 두 점 사이의 거리를 측정할 수 있는 매끄러운 다양체이다. 이 구조를 리만 계량(Riemann計量, 영어: Riemannian metric)이라고 하며, 이를 사용하여 다양체 위에서 평행 운송 · 각도 · 길이 · 부피 · 곡률 따위의 기하학적 개념들을 정의할 수 있다. 리만 다양체와 관련된 구조를 연구하는 미분기하학의 분야를 리만 기하학(Riemann幾何學, 영어: Riemannian geometry)이라고 한다.

## 정의
{\displaystyle n}차원 매끄러운 다양체 {\displaystyle M} 위에 공변접다발 {\displaystyle T^{*}M}의 2차 대칭승 {\displaystyle \operatorname {Sym} ^{2}T^{*}M} 벡터 다발을 생각하자. 이는 접다발의 대칭승 {\displaystyle \operatorname {Sym} ^{2}TM}의 쌍대 다발과 같다. 이 벡터 다발은 {\displaystyle M} 위의 {\displaystyle n(n+1)/2}차원 벡터 다발이다.
{\displaystyle \operatorname {Sym} ^{2}T^{*}M}의 매끄러운 단면은 {\displaystyle M}의 각 점 {\displaystyle x\in M}에서의 접공간 {\displaystyle T_{x}M} 위에 쌍선형 형식을 정의한다. {\displaystyle \operatorname {Sym} ^{2}TM}은 {\displaystyle (TM)^{\otimes 2}}의 몫공간이므로, 그 쌍대 다발인  {\displaystyle \operatorname {Sym} ^{2}T^{*}M}은 {\displaystyle (T^{*}M)^{\otimes 2}}의 부분 공간이 된다. 따라서{\displaystyle \operatorname {Sym} ^{2}T^{*}M}의 매끄러운 단면은 {\displaystyle M} 위의 (0,2)-텐서장 ({\displaystyle (T^{*}M)^{\otimes 2}}의 매끄러운 단면)으로 생각할 수 있다.
{\displaystyle M} 위의, {\displaystyle \operatorname {Sym} ^{2}T^{*}M}의 매끄러운 단면 {\displaystyle g\in \Gamma (\operatorname {Sym} ^{2}T^{*}M)}가 다음 조건을 만족시킨다면, {\displaystyle g}를 {\displaystyle M} 위의 리만 계량(Riemann計量, 영어: Riemannian metric)이라고 한다.
- (양의 정부호성) 임의의 {\displaystyle x\in M} 및 {\displaystyle X\in T_{x}M}에 대하여, 만약 {\displaystyle X\neq 0}이라면 {\displaystyle g(X,X)>0}

리만 계량을 갖춘 매끄러운 다양체 {\displaystyle (M,g)}를 리만 다양체라고 한다.
두 리만 다양체 {\displaystyle (M,g_{M})}, {\displaystyle (N,g_{N})} 사이의 등거리 변환(영어: isometric map)은 다음 조건을 만족시키는 매끄러운 함수 {\displaystyle f\colon M\to N}이다.
- 임의의 {\displaystyle x\in M} 및 {\displaystyle X,Y\in T_{x}M}에 대하여, {\displaystyle g_{N}(df(X),df(Y))=g_{M}(X,Y)}

여기서 {\displaystyle df(X)\in T_{f(x)}N}는 {\displaystyle X}의 {\displaystyle f}에 대한 밂이다.

## 성질
모든 매끄러운 다양체에는 리만 다양체의 구조를 줄 수 있다. 물론, 이는 표준적이지 않다.

### 유클리드 공간으로의 매장
내시 매장 정리(영어: Nash embedding theorem)에 따라, 모든 연결 리만 다양체는 충분히 높은 차원의 유클리드 공간 {\displaystyle \mathbb {R} ^{n}}으로의 등거리 매장을 갖는다. 즉, 리만 다양체는 내재적으로 정의하는 대신 항상 외재적으로 유클리드 공간의 부분 공간으로 여길 수 있다. 물론, 리만 다양체 자체의 데이터는 유클리드 공간으로의 매장을 포함하지 않는다.

### 거리
연결 리만 다양체 위에는 자연스럽게 거리 공간의 구조가 주어진다. [모든 (하우스도르프 파라콤팩트) 다양체는 거리화 가능 공간이지만, 리만 계량과 같은 구조가 없다면 거리 함수를 표준적으로 정의할 수 없다.]
구체적으로, 연결 리만 다양체 {\displaystyle (M,g)} 위의 매끄러운 곡선
{\displaystyle \gamma \colon [0,1]\to M}
의 길이는 다음과 같다.
{\displaystyle L(\gamma )=\int _{0}^{1}{\sqrt {g({\dot {\gamma }}(t),{\dot {\gamma }}(t))}}\,dt\in [0,\infty )}
곡선의 길이는 매개변수화에 대하여 불변이다. 즉, 임의의 매끄러운 함수 {\displaystyle s\colon [0,1]\to [0,1]}에 대하여, {\displaystyle L(\gamma \circ s)=L(\gamma )}이다.
임의의 두 점 {\displaystyle x,y\in M} 사이의 거리(영어: distance)는 두 점 사이를 잇는 곡선들의 길이들의 하한이다.
{\displaystyle d(x,y)=\inf _{\gamma \colon [0,1]\to M}^{\gamma (0)=x,\;\gamma (1)=y}L(\gamma )}
이는 거리 함수의 조건들을 모두 만족시킴을 보일 수 있으며, 추가로 길이 거리 공간을 이룬다.
연결 공간이 아닌 리만 다양체의 경우, 각 연결 성분 위에 (유한한) 거리를 정의할 수 있지만, 서로 다른 연결 성분 위에 있는 두 점 사이의 거리는 무한대가 된다.
리만 기하학에서는 다음과 같은 하이네-보렐 정리가 성립한다. 연결 리만 다양체 {\displaystyle M}에 대하여, 다음 두 조건이 서로 동치이다.
- {\displaystyle M}은 콤팩트 공간이다.
- {\displaystyle M}은 완비 거리 공간이며, (거리 공간으로서의) 지름이 유한하다.

### 레비치비타 접속
리만 계량을 사용하여, 접다발 위에 레비치비타 접속이라는 아핀 접속을 정의할 수 있다. 이는 다음 두 조건을 만족시키는 유일한 접속이다.
- 벡터의 평행 운송은 리만 계량에 대한 길이를 보존한다.
- 비틀림이 0이다.

리만 다양체의 리만 곡률은 레비치비타 접속의 곡률이다. 리만 곡률 텐서장을 축약하여 리치 곡률 · 바일 곡률  · 스칼라 곡률 · 아인슈타인 텐서를 정의할 수 있다.

### 측지선
리만 다양체 {\displaystyle (M,g)} 위에는 측지선의 개념을 정의할 수 있다. 측지선은 (매개 변수화를 무시하면) 국소적으로 두 점 사이의 거리를 최소화하는 곡선이다.

## 예
유클리드 공간 {\displaystyle \mathbb {R} ^{n}} · 초구 {\displaystyle \mathbb {S} ^{n}} · 원환면 {\displaystyle \mathbb {T} ^{n}}은 모두 리만 다양체를 이룬다.
반단순 리 군의 경우, 킬링 형식은 양의 정부호이므로 리만 계량을 이룬다. 따라서 반단순 리 군의 경우 표준적으로 리만 다양체를 이룬다.
리만 다양체 {\displaystyle (M,g_{M})}과 그 속의 몰입된 부분 다양체 {\displaystyle \iota \colon N\hookrightarrow M}가 주어졌다면, {\displaystyle M} 위에 리만 계량을 다음과 같이 정의할 수 있다.
{\displaystyle g_{M}(X,Y)=g_{M}(d\iota (X),d\iota (Y))\qquad \forall x\in N,\;X,Y\in T_{x}N}
여기서 {\displaystyle d\iota (X)\in T_{\iota (x)}N}는 {\displaystyle X}의 밂이다. 따라서 {\displaystyle (M,g_{M})}은 리만 다양체를 이룬다.

### 확장 불가능 완비 다양체
3차원 공간 속에, 다음과 같은 꼭짓점을 제거한 원뿔을 생각하자.
{\displaystyle \{(x,y,z)\colon x^{2}+y^{2}=z^{2},\;z>0\}}
이는 확장 불가능 리만 다양체를 이룬다. (꼭짓점을 추가하면 특이점이 생기게 되어 리만 다양체를 이루지 못한다.) 그러나 이는 완비 다양체가 아니다. 꼭짓점을 향하는 측지선은 유한한 시간 안에 꼭짓점에 도달하여, 더 이상 연장할 수 없게 된다.

## 참고 문헌
- Jost, Jürgen (2008). 《Riemannian geometry and geometric analysis》. Universitext (영어) 6판. Springer. doi:10.1007/978-3-642-21298-7. ISBN 978-3-642-21297-0. ISSN 0172-5939.
- do Carmo, Manfredo Perdigão (1992). 《Riemannian geometry》 (영어). Francis Flaherty 역. Birkhäuser. ISBN 978-0-8176-3490-2.
- Berger, Marcel (2002). 《Riemannian geometry during the second half of the twentieth century》. University Lecture Series (영어) 17 2판. American Mathematical Society. ISBN 978-0-8218-2052-0.
- Cheeger, Jeff; Ebin, David G. (1975). 《Comparison theorems in Riemannian geometry》 (영어). American Mathematical Society. ISBN 978-0-8218-4417-5.
- Gallot, Sylvestre; Hulin, Dominique; Lafontaine, Jacques (2004). 《Riemannian geometry》. Universitext (영어) 3판. Springer.
- Petersen, Peter (2006). 《Riemannian geometry》. Graduate Texts in Mathematics (영어) 171. Springer. doi:10.1007/978-0-387-29403-2. ISBN 978-0-387-29246-5. ISSN 0072-5285.
- Lee, John M. (1997). 《Riemannian manifolds: an introduction to curvature》. Graduate Texts in Mathematics (영어) 176. Springer. doi:10.1007/b98852. ISBN 978-0-387-98271-7. ISSN 0072-5285. 2015년 12월 8일에 원본 문서에서 보존된 문서. 2015년 12월 5일에 확인함.

## 같이 보기
- 준 리만 다양체
- 핀슬러 다양체
- 매끄러운 다양체
- 필바인
- 라플라스-벨트라미 연산자
- 리만 곡률 텐서
- 홀로노미